# Catonsville Short Line Railroad
La Catonsville Short Line Railroad era una linea ferroviaria statunitense di terza classe che si sviluppava per 6,05 km (3,76 mi) tra Catonsville e Loudon Park, gestita dalla Pennsylvania Railroad.

## Storia
L'appalto per la costruzione della linea venne vinto da Harden & Young di Skulltown per la fine del 1883, mentre la costruzione iniziò il 6 dicembre. Il completamento era previsto per il 15 maggio 1884 e l'attivazione per il 1º giugno dello stesso anno. I lavori finirono come previsto mentre l'esercizio iniziò con qualche mese di ritardo, il 10 novembre 1884, sotto la gestione della "Catonsville Short Line" (abbreviato CSL), con un traffico di treni sia viaggiatori (8 da orario) che merci.
Negli anni trenta del '900, a causa della grande depressione, il guadagno economico dell'esercizio era in costante calo, il che portò al fallimento della CSL nel 1945; la società e il suo patrimonio vennero venduti nell'ottobre del 1945 alla Hudson Realty Company e alla Caton & Loudon (C&L), di recente costituzione.
Tuttavia, negli anni successivi sempre meno clienti si servirono della ferrovia come mezzo di trasporto con conseguenti perdite nei guadagni, che portarono alla chiusura al traffico della linea nell'aprile del 1972 con definitiva soppressione il 28 luglio 1973 data dall'Interstate Commerce Commission.
Dal 1999 l'ormai dismessa ferrovia è oggetto di recupero come pista ciclopedonale e ripristinata per 3,54 km (2,2 mi).

## Caratteristiche
| Continuation backward |

| Unknown route-map component "eBHF" |

| Unknown route-map component "CONTgq" | Unknown route-map component "xABZgr" |  |

| Unknown route-map component "exnCONTgq" | Unknown route-map component "exSTRo" + Unknown route-map component "exnSTRq" | Unknown route-map component "exnCONTfq" |

|  | Unknown route-map component "exABZgl" | Unknown route-map component "exKBSTeq" |

| Unknown route-map component "exSKRZ-G2BUE" |

| Unknown route-map component "exSKRZ-Ao" |

|  | Unknown route-map component "exABZgl" | Unknown route-map component "exKBSTeq" |

| Unknown route-map component "exSKRZ-G2BUE" |

| Unknown route-map component "exENDEaq" | Unknown route-map component "exABZgr+r" |  |

| Unknown route-map component "exKRW+l" | Unknown route-map component "exKRWgr" |  |

| Unknown route-map component "exSTR" | Unknown route-map component "exKDSTe" |  |

| Unknown route-map component "exKDSTe" |

La linea era a binario singolo non elettrificato. La linea si distaccava dalla Pennsylvania Railroad in corrispondenza di una stazione, poi demolita,  posta a servizio del cimitero di Loudon, per poi immettersi direttamente nell'area del cimitero per circa un miglio. Qui scavalcava la piccola ferrovia di servizio dedicata con un ponte in ferro.
Dopo essere usciti da Loudon Park, si incontrava il primo raccordo, questo al servizio del Saint Charles Seminary; proseguendo, la linea attraversava a raso con un passaggio a livello Maiden Choice Lane e Paradise Avenue e, con un ponte demolito nel 2016, la Baltimore Beltway. In corrispondenza del terzo miglio, la linea raggiungeva il secondo raccordo, a servizio di una centrale elettrica (costruita nel 1930) nei pressi dell'ospedale di Saint Grove, per poi raggiungere Catonsville dove erano presenti le varie attività servite dalla ferrovia, la stazione terminale e il deposito locomotive.

## Traffico
L'inaugurazione della ferrovia nel 1884 ebbe un impatto molto positivo sulle località servite, rendendo in particolare Catonsville attraente alle famiglie borghesi dell'epoca.
Il traffico era inizialmente sia viaggiatori che merci, la linea riforniva di carbone lo Spring Grove State Mental Health Hospital (posto all'altezza dell'origine della linea), il college di Saint Charles e altre attività a Catonsville. Dal 1885 era attivo anche il servizio postale. A causa dell'apertura di una nuova filovia tra Catonsville e Baltimora nel 1897, il servizio viaggiatori venne soppresso nel 1898 dopo un sostanziale calo di traffico.

### Fonti web
- (EN) The Catonsville Branch, su abandonedrails.com. URL consultato il 1º settembre 2021.
- (EN) Catonsville Short Line: Saint Agnes to Charlestown, su trainweb.org, luglio 2018  [2015]. URL consultato il 17 novembre 2021.
- (EN) Catonsville Short Line: Charlestown to Catonsville, su trainweb.org, febbraio 2019  [2015]. URL consultato il 17 novembre 2021.
- (EN) Catonsville Rails to Trails, History of CRTT Trails, su crtt.org. URL consultato il 1º settembre 2021 (archiviato dall'url originale il 18 settembre 2021).